# Fluorure de vanadium(III)
Le fluorure de vanadium (III) est un composé chimique de formule VF3.  Ce solide vert-jaune est obtenue en deux étapes de synthèse à partir de l'oxyde de vanadium V2O3.
Comme les autres fluorures de métaux de transition (par exemple le fluorure de manganèse), il possède un ordre magnétique[Lequel ?] à basse température (par exemple, pour V2F6.4H2O la température critique est 12 K.

## Préparation
Dans une première étape, de l'hexafluorovanadate (III) d'ammonium est formé à partir d'oxyde de vanadium et de difluorure d'ammonium :
V2O3 + 6 (NH4)HF2 → 2 (NH4)3VF6 + 3 H2O
Dans une seconde étape, l'hexafluorovanadate (III) d'ammonium est chauffé et se décompose comme suit :
(NH4)3VF6 → 3 NH3 + 3 HF + VF3
La décomposition thermique des sels d'ammonium est une méthode assez commune pour générer des composés inorganiques.
VF3 peut également être formé par action de HF sur V2O3.

## Propriétés
VF3 est un solide cristallin dans lequel les atomes de vanadium ont une coordinence de 6 et sont liés les uns aux autres par des atomes de fluor. L’existence d’un moment magnétique indique la présence d’électrons non appariés.

### Structure
Le fluorure de vanadium (III) cristallise dans le système rhomboédrique (trigonal), groupe d'espace associé R3c (no  167) issu du groupe ponctuel 3 2/m avec comme paramètres de maille a = 517 pm, c = 1340,2 pm et α = β = 90°, γ = 120°.